# Келин, Владимир Фёдорович
Ке́лин Влади́мир Фёдорович (26 января 1936, Сталинск — 25 октября 2013, Иваново) — советский и российский певец (тенор), артист оперетты, солист высшей квалификационной категории, ведущий мастер сцены Ивановского музыкального театра. Заслуженный артист РСФСР (1982), Народный артист Российской Федерации (1996).

## Биография
Владимир Келин родился 26 января 1936 года в городе Сталинске (ныне Новокузнецк) Кемеровской области РСФСР.
В 1959 году окончил ГИТИС имени А. В. Луначарского по специальности «артист театра музыкальной комедии» («Артист музыкального театра»). Учился у режиссёра И. Туманова.
С 1959 по 1962 год по распределению работал в Краснодарском краевом театре музыкальной комедии под руководством режиссёра-новатора М. Ошеровского.
С 19 июня 1962 года Келин стал солистом-вокалистом Ивановского театра музыкальной комедии (ныне Ивановский музыкальный театр), где проработал 51 год. В Ивановском театре он раскрыл свой талант и укрепил профессиональные навыки. Автор статьи в «Ивановской газете», знавший Келина с его первой роли в 1962 году, вспоминал, что главной радостью Владимира Фёдоровича было выйти на сцену, и публика это прекрасно чувствовала.
Начав с классических ролей амплуа «простака» (Бони, Тони, Зупан), Келин со временем перешёл к сложному амплуа «комик», которое включало градации комика-ромали, комика-буфф, и характерных персонажей. Он обладал «огромной заразительностью, увлеченностью, искрометностью своего искусства», а его героям была свойственна «удивительная черта — трогательность». Отмечалось его тонкое чувство юмора, тяга к сценическому озорству и желание радовать и удивлять зрителей на каждом спектакле. Он умел из комедийной ситуации извлечь щемящую ноту, а в драматизме подметить смешное. Лёгкий, пластичный, всегда подтянутый, он обладал невероятным запасом энергии и умением импровизировать. Келин тяготел к ярким, динамичным характерам, для этого у него были все данные: взрывной темперамент, неуемная жажда жизни, умение разбудить, развеселить публику, заставить её понять и полюбить своего героя. Его появление на сцене «взрывало сценическое действие», и первой же фразой он «стягивал внимание зрителей в один тугой узел». Однажды, будучи уже за 70, Келин прошелся в энергичном танце по парапету, отделяющему оркестровую яму от зала, чем вызвал восхищение и долгую овацию зрителей. Известный опереточный артист Г. Ярон сказал: «Оперетта — это искусство молодых и умеющих быть молодыми», и автор статьи в «Ивановской газете» счёл это удивительно точным описанием Владимира Фёдоровича, который «всегда был молод душой!».
В 1975 году Ивановский театр успешно гастролировал в Москве, после чего имя Владимира Келина стало широко известно театральным критикам. В каждой рецензии отмечались его роли, такие как Министр-администратор в «Обыкновенном чуде» и Флорестино в «Тогда в Севилье».
Артист много играл для детей, став первым исполнителем роли Старика Хоттабыча в одноимённом спектакле Г. Гладкова. Его камерные сольные концерты, включавшие короткие музыкальные сцены, превращались в маленькие музыкальные новеллы. Комические сцены в его исполнении отличались здоровым юмором и сатирой.
Владимир Келин активно занимался общественной деятельностью: был секретарём партбюро, председателем месткома, редактором стенной газеты, членом художественного совета, бессменным членом правления Ивановского отделения Союза театральных деятелей Российской Федерации (ВТО), членом коллегии специалистов театра, наставником молодёжи. Он был первым артистом в коллективе, удостоенным звания Народного артиста.
Владимир Фёдорович Келин скончался 25 октября 2013 года в Иваново. Похоронен на Богородском (городском) кладбище в Иваново.

## Роли в театре
Согласно источникам, Владимир Келин исполнил в Ивановском музыкальном театре множество ролей, среди которых:
- Бони, князь Воляпюк — «Сильва» И. Кальмана;
- Тони, Пеликан — «Мистер Икс» И. Кальмана;
- Аристрид Жиро — «Фраскита» Ф. Легара;
- Капеллан — «Дамы и гусары» Л. Солина;
- Лоскутов — «Женитьба гусара» Г. Гладкова;
- Флорестино — «Тогда в Севилье» В. Коломийцева / М. Самойлова;
- Альфред — «Мадемуазель Нитуш» Ф. Эрве;
- Государственный муж Аккакий (Акакий Плющихин) — «Табачный капитан» В. Щербачева;
- Министр-администратор — «Обыкновенное чудо» Г. Гладкова / В. Гроховского;
- Гамбье — «Крошка» А. Эргашева;
- Джон (Сэр Джон) Кентервиль — «Призрак замка Кентервиль» В. Баскина (по О. Уайльду);
- Дед Захар — «Бабий бунт»;
- Чудик Глеб Козулин — «Сладкая ягода» Е. Птичкина (по В. Шукшину);
- Яшка-артиллерист — «Свадьба в Малиновке» Б. Александрова;
- Граф Федерико — «Собака на сене» Г. Гладкова;
- Сенатор де Ляква — «Ночь в Венеции» Р. Планкетта;
- Арье Лейб — «Биндюжник и король» (по рассказам И. Бабеля);
- Старик Хоттабыч — «Старик Хоттабыч» Г. Гладкова;
- Актер Куделька — «Марица» И. Кальмана.

## Награды и премии
- Заслуженный артист РСФСР (2 декабря 1982)[1][2]
- Значок Министерства культуры СССР «За отличную работу» (23 мая 1985)[1]
- Народный артист Российской Федерации (9 марта 1996)[1][2][3][5]
- Почётная грамота Губернатора Ивановской области (2006)[4]
- Грамота Законодательного собрания Ивановской области (2006)[4]
- Свидетельство лауреата городской премии «За личный вклад в развитие культуры и искусства города Иванова» (2006)[4]
- Лауреат премии «Триумф-2006»[1]
- Благодарственное письмо Губернатора Ивановской области (2011)[4]
- Почётная грамота Союза театральных деятелей Российской Федерации (ВТО) (2011)[4]
- Дважды лауреат областной театральной премии имени народного артиста СССР Л. В. Раскатова[4][1]
- Награждён Почётными грамотами обкома КПСС и облисполкома, областного управления культуры, областного комитета ВЛКСМ.[1]